# Chirmiri
Chirmiri (o Chirimiri) è una suddivisione dell'India, classificata come municipality, di 91.312 abitanti, situata nel distretto di Korea, nello stato federato del Chhattisgarh. In base al numero di abitanti la città rientra nella classe II (da 50.000 a 99.999 persone).

## Società

### Evoluzione demografica
Al censimento del 2001 la popolazione di Chirmiri assommava a 91.312 persone, delle quali 48.073 maschi e 43.239 femmine. I bambini di età inferiore o uguale ai sei anni assommavano a 12.392, dei quali 6.444 maschi e 5.948 femmine. Infine, coloro che erano in grado di saper almeno leggere e scrivere erano 60.269, dei quali 36.018 maschi e 24.251 femmine.